# Крикливая лягушка
Крикливая лягушка, или лягушка-крикунья (лат. Rana clamitans) — вид настоящих лягушек.
Ареал крикливой лягушки — любые мелководья пресных водоёмов — озёра, болота, лужи, заводи, реки, ручьи востока Северной Америки. На север ареал распространяется до 46—47° северной широты в юго-восточной Канаде, на запад — бассейн реки Миссисипи до границ с Великими равнинами, на юг — побережье Мексиканского залива от Техаса до Флориды (кроме полуострова Флорида). Искусственно интродуцирован вид был на острове Ньюфаундленд и районе острова Ванкувер.
Размеры лягушки — 5—7 см (иногда до 10 см) с коричневым телом, голова часто зелёная, размножается в апреле-августе. За один раз откладывается и оплодотворяется от 1000 до 7000 яиц. Головастики появляются оливкового цвета с зелёным оттенком. Самцы половозрелыми становятся через год, самки — через 2—3 года. Самки крупнее самцов.
Подразделяют южный («бронзовый», Rana clamitans clamitans) и северный подвиды (Rana clamitans melanota). Крикливая лягушка напоминает лягушку-быка (Rana catesbeiana), но меньше размерами. Кроме того, в отличие от лягушки-быка, имеются спиннобоковые складки.
Вид относится к подроду литобатов, имеет синоним — Lithobates clamitans. В XXI веке подрод иногда стали выделять в отдельный род.

## Галерея

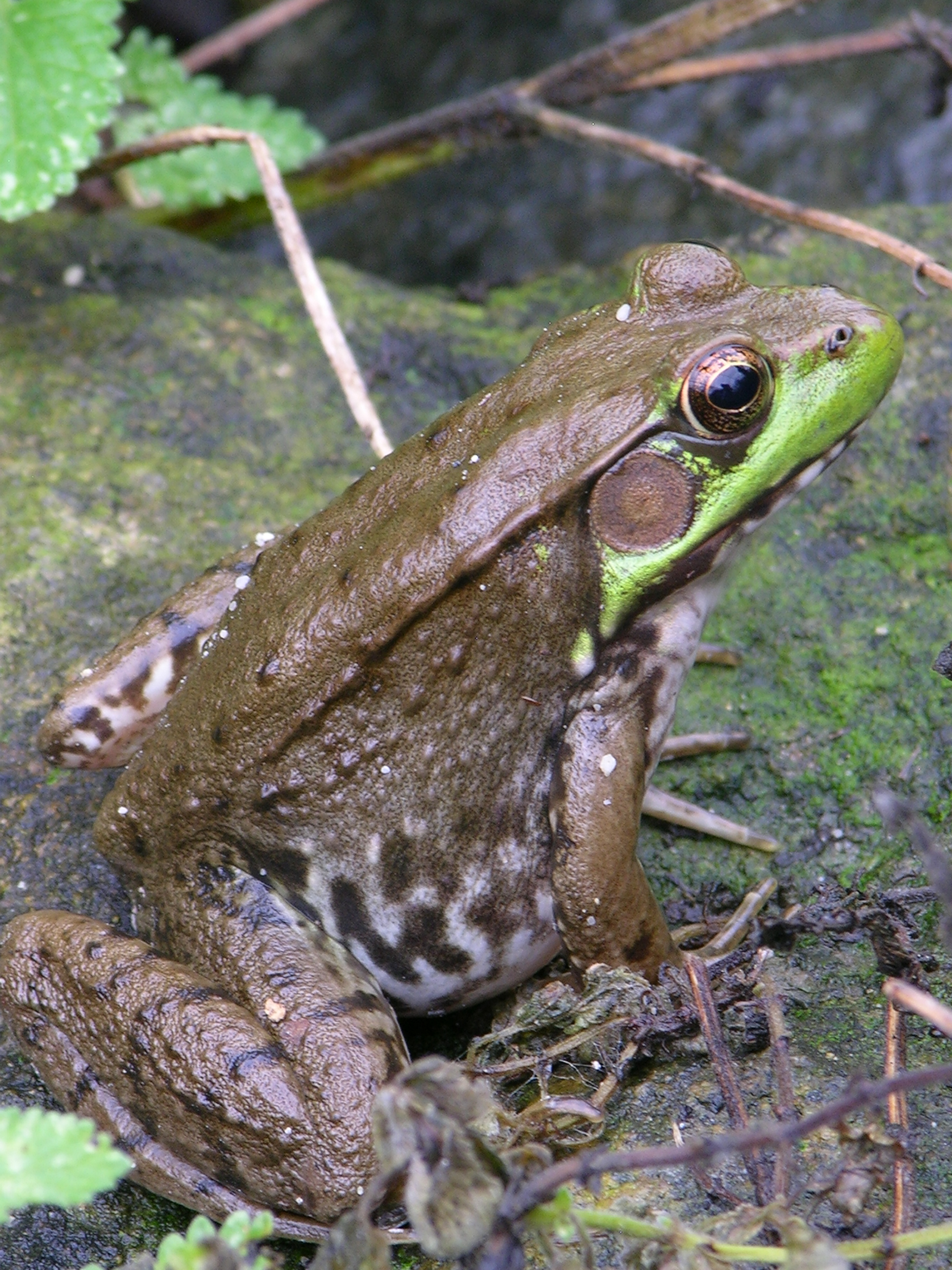
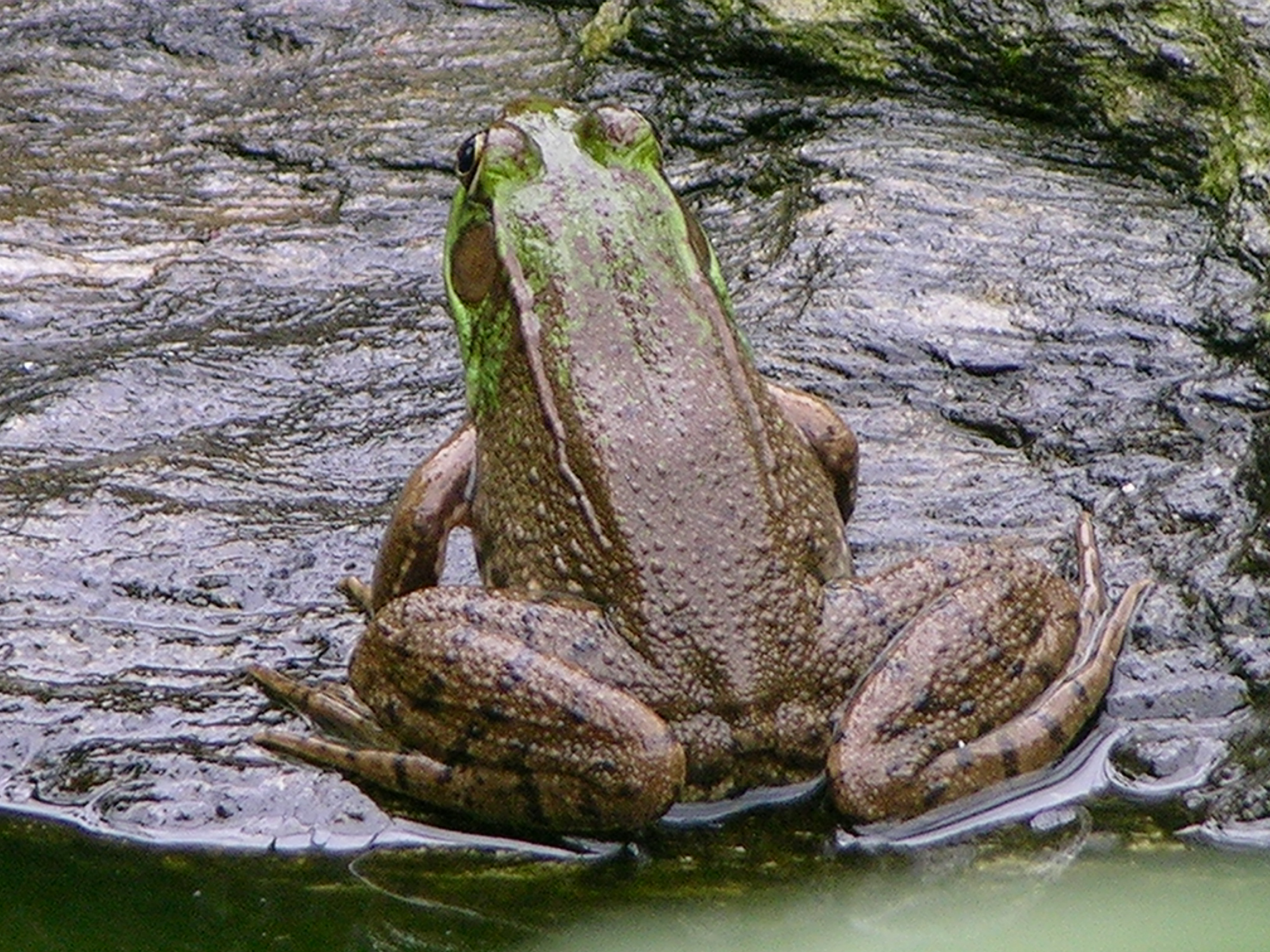
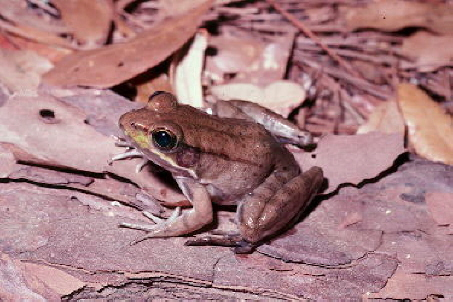